# David Weiss Halivni
David Weiss Halivni (n. 27 septembrie 1927, Poiana Cobâlea, Raionul Rahău⁠(d), Transcarpatia, Ucraina – d. 28 iunie 2022, Ierusalim, Palestina) a fost un rabin și cercetător evreu american - israelian în domeniul științelor iudaice, originar din Rutenia Subcarpatică, crescut și educat în Maramureș. S-a distins în mod deosebit prin studiul critic al Talmudului și al literaturii rabinice.

## Familia și copilăria
S-a născut în localitatea Poiana Cobâlea din Rutenia Subcarpatică, (pe atunci, Poľana Kobilská, Cehoslovacia, astăzi în raionul Rahău din regiunea Transcarpatia din Ucraina), într-o familie de evrei hasidici (hassidim "Belz", adică adepți ai rabinilor din Belz, regiunea Liov/Lemberg).
Mama sa a decis să se despartă de soțul ei, nemulțumită de activitatea acestuia ca "asistent" al unui "făcător de minuni". După divorțul părinților când avea vârsta de 4 ani, David, însoțit de mama sa, a trecut în grija și educația bunicului Yehoshua Weiss, care locuia la Sighet, în România. Sub supravegherea bunicului, el însuși un om erudit în Tora, micul David s-a dovedit a fi un talent precoce la învățătură (în ebraică "iluy"), stăpânind Ghemara și comentariile lui Rashi încă de la vârsta de 5-9 ani. Trăind în condiții de mare sărăcie, David a beneficiat însă de admirația coreligionarilor și de premii din partea unor evrei instăriți, care auziseră de erudiția lui, și și-a continuat studiile la o ieșiva a hasidimilor Satmarer din Sighet, primind deja la 15 ani autorizarea de rabin.

## În Holocaust
La 16 ani, sub regimul de ocupație fascist ungar, a fost deportat împreună cu bunicul și cu toată familia la Auschwitz. 14 mai1944 a fost ziua când a trebuit să se despartă la Auschwitz de bunicul său. Trimis după o săptămână într-un lagăr de muncă silnică la Gross-Rosen, apoi la Wolfsburg, iar mai târziu în lagărul de concentrare Mauthausen (în Austria), David Weiss a fost unicul supraviețuitor dintre ai săi. Mama, bunicul și ceilalți membri ai familiei au fost omorâți la Auschwitz. (Tatăl, după cum a aflat ulterior, a murit în lagărul Dachau). Chiar în condițiile deosebit de grele ale lagărului de muncă forțată, bazându-se pe memoria sa excepțională, a organizat în momentele libere un cerc de tineri cu care a studiat Tora. După mărturia lui, se pare că un supraveghetor evreu din lagărul Gross-Rosen, care îl simpatiza din cauza cunoștințelor sale în Tora și Talmud, l-a salvat o dată de la moarte, împiedicându-l să se alăture voluntar la un transport spre o așa-zisă muncă, ispititoare în acele zile de foame, la "curățat cartofi", care în realitate era trimiterea acelui grup de oameni la gazare.

## Viața și activitatea în SUA. De la ortodoxie la iudaismul conservator
Dupa ce a fost eliberat de armata americană și ajungând la Budapesta, a emigrat de acolo în Statele Unite, unde, ajuns în atenția renumitului cărturar Saul Lieberman, și-a completat instruirea școlară elementară și liceală, a învățat și la yeshiva ortodoxă "lituaniană" a rabinului Haim Berlin din New York, apoi a studiat la Brooklyn College și la Universitatea din New York, devenind unul din cei mai străluciți studenți, iar mai apoi timp de circa trei decenii profesor la prestigiosul seminar teologic evreiesc JTS din New York, legat de mișcarea iudaismului conservativ. În 1980 a părăsit seminarul, nefiind de acord cu hotărârea, pripită în opinia sa, privind autorizarea femeilor pentru a îndeplini funcția de rabin.
A fost cooptat ca profesor la facultatea de religii - catedra de civilizație evreiască clasică - a Universității Columbia și a fost ales președinte al Academiei americane de științe iudaice.
Numele de familie ebraic Halivni și l-a adăugat ca adult și reprezintă traducerea numelui Weiss ("alb"), pe care la un moment dat a vrut sa-l abandoneze, după ce l-a întâlnit și la unul dintre gardienii naziști germani din lagărul de concentrare.

## Crearea unui "iudaism tradițional"
În 1992 a părăsit cadrul iudaismului conservativ și a înființat o uniune proprie a așa numitului iudaism tradițional UTJ și a condus în Manhattan o comunitate călăuzită de ideile sale, numită Kehilat Orakh Eliezer. În cele din urmă, opunându-se hotărârii enoriașilor de a permite femeilor să urce la citirea Torei în sinagogă în aceleași condiții ca bărbații, a părăsit obștea în semn de protest.
Pe de altă parte, Halivni s-a pronunțat pentru și a încurajat promovarea cercetării Talmudului și de către femei.

## În Israel
După pensionare, în anul 2005 s-a stabilit definitiv în Israel, țară de care s-a simțit legat din tinerețe și pe care o vizita de mult timp anual. Activează acolo în prezent ca profesor la Universitatea Ebraică din Ierusalim și la Universitatea Bar Ilan din Ramat Gan.
În anul 1985 i s-a decernat in Israel premiul Bialik, iar în anul 2008 a devenit laureat al Premiului Israel (premiul de stat al Israelului) pentru contribuția sa la studiul Talmudului.

## Concepția lui David Weiss Halivni asupra istoricului creării Talmudului
Pe baza studiului minuțios al tratatelor talmudice - pornind de la comentariile cele mai dificil de ințeles sau neverosimile, analizându-le vocabularul și stilul, rabinul David Weiss Halivni a ajuns la o reevaluare a stratificării operei de compilare și redactare a Talmudului. El a ajuns la concluzia că definitivarea textului Ghemarei s-a făcut nu în secolul al V-lea cum se credea, de către învățații numiți Amoraim, ci în secolul al VIII-lea pe baza activității a numeroși cărturari, mulți dintre ei anonimi, numiți de el Stamaim, și care s-a întins pe o perioadă între anii 550 - 750 d.Hr.
În concepția sa, în epoca lui Ravina și Rav Ași, compilația în aramaică a Ghemarei era cu mult mai mică decât cea cunoscută astăzi și se asemăna cu Mișna și cu Tosefta. Această proto-Ghemara era în acea epocă mai mult o compilație de reguli, cu puține însemnări ale discuțiilor sau ale disputelor. Rabinilor stamaim li se datorează, potrivit lui Halivni, circa 60 % din Ghemara - discuțiile din Talmud asupra chestiunilor din Mișna. Ei au însemnat și reconstituit după tradiția transmisă oral disputele și dezbaterile (Shkla ve'Tarya)- שקלא וטריא dintre învățații dinaintea lor - Tanaim și Amoraim - în jurul chestiunilor și argumentărilor (suggya סוגיא, teyrutz תירוץ ). Întrucât nu aveau la dispoziție surse în integritatea lor, nu dispuneau întotdeauna de versiuni corecte și nu dețineau deseori informații pentru înțelegerea textelor scrise cu zeci și sute de ani înaintea lor, au ajuns uneori să pună în scris și comentarii neclare si eronate.
Se pot recunoaște intervențiile lor, între altele, și după expresiile de interogare ?היכי דמי și ?אי לימא pe care le folosesc. Halivni a căutat să ajungă la sursele aspectelor de neînțeles din textul Talmudului și să găsească, prin analiza lingvistică și stilistică și prin intuiție, care anume era intenția originală a învățaților tanaim și amoraim citați. În baza acestei cercetări el a încercat reordonarea logică a textelor în cauză. Savoraimilor, învățați care au activat la sfârșitul secolului al VIII-lea (750-800), inaintea perioadei Gheonimilor, el le atribuie o contribuție mai mică: adăugarea unor mici fragmente.

## Opere
- Surse si tradiții מקורות ומסורות, ajunsă la vol. 7 din 10 prevăzute.(Mekorot umassorot)

Pentru unul din volume, dedicat tratatului "Mo'ed", i s-a decernat in 1985 în Israel premiul "Bialik".
- Pshat and Drash. Plain and Applied Meaning in Rabbinic Exegesis, 1991 - în care a căutat să armonizeze critica biblică și talmudică cu credința religioasă
- autobiografie ,"עלה לא נידף", in engleză, The Book and the Sword. A Life of Learning in the Shadow of Destruction," ("Cartea și spada. O viață de învățătură în umbra distrugerii"), New York, 1996